# Marcus Thornton (ur. 1987)
Marcus Terrell Thornton (ur. 5 czerwca 1987 w Baton Rouge) – amerykański koszykarz, występujący na pozycji rzucającego obrońcy, wybrany do drugiego składu najlepszych debiutantów NBA.
25 lipca 2015 roku podpisał umowę z Houston Rockets.
18 lutego 2016 w ramach wymiany między trzema klubami miał trafić do Detroit Pistons. Jednak cztery dni później umowa została anulowana, ponieważ inny gracz biorący udział w wymianie, litewski skrzydłowy Donatas Motiejūnas, nie przeszedł testów medycznych i tym samym Thornton pozostał w drużynie Houston Rockets. 26 lutego 2016 roku został zwolniony przez klub Rockets. 9 marca 2016 roku podpisał umowę do końca sezonu z klubem Washington Wizards.
22 lutego 2017 został wytransferowany wraz z Andrew Nicholsonem oraz przyszłym wyborem I rundy draftu 2017 do Brooklyn Nets w zamian za Bojana Bogdanovicia i Chrisa McCullougha. Kolejnego dnia został zwolniony przez Nets.

## Osiągnięcia
Stan na 29 grudnia 2020, na podstawie, o ile nie zaznaczono inaczej.
College
- Uczestnik turnieju NCAA (2009)
- Mistrz sezonu regularnego konferecji Southeastern NCAA (SEC – 2009)
- Zawodnik roku konferencji Southeastern (2009)[11]
- MVP turnieju NJCAA Basketball Coaches Association Classic
- Najlepszy nowo przybyły zawodnik konferencji SEC (2008)
- Zaliczony do:
  - I składu: 
    - SEC (2008, 2009)
    - All-Louisiana (2008)
    - NJCAA All-American (2007)

NBA
- Wybrany do II składu debiutantów NBA (2010)[1]

Inne
- Uczestnik meczu gwiazd G-League (2018)[12]